# Dermatología
La dermatología es la rama de la medicina que se especializa en el diagnóstico, tratamiento y manejo de las enfermedades y desórdenes de la piel. El médico especializado en esta disciplina se llama «dermatólogo», y su trabajo se enfoca en los aspectos clínicos, quirúrgicos, preventivos y terapéuticos del órgano cutáneo.

## Etimología
El término «dermatología» deriva del griego δέρματος (dermatos), genitivo de δέρμα (derma), "piel"[7] (a su vez de δέρω dero, "desollar") y -λογία -logia. En 1630 se acuñó el neolatín dermatología, término anatómico con diversos usos en francés y alemán atestiguados a partir de la década de 1730.

## Historia
En 1708, la primera gran escuela de dermatología se hizo realidad en el famoso Hôpital Saint-Louis de París, y los primeros libros de texto (Willan, 1798–1808) y atlas (Alibert, 1806–1816) aparecieron impresos casi al mismo tiempo.

## Formación
La piel es el órgano de mayor extensión del cuerpo, su gran superficie oscila entre 1,6  y 2 metros cuadrados en el adulto. Muchas enfermedades de este órgano se presentan aisladas; sin embargo, otras son exteriorizaciones de dolencias internas.  El médico ya especialista en dermatología se llama dermatólogo, para obtener la titulación es preciso completar la carrera de medicina y posteriormente realizar la formación especializada en dermatología que es de duración variable dependiendo del país, en la Unión Europea generalmente son 4 años. El dermatólogo además de saber diagnosticar y tratar las enfermedades de la piel, posee conocimientos de cirugía y otras especialidades médicas, incluyendo reumatología, inmunología, neurología, enfermedades infecciosas y endocrinología.

## Subespecialidades

### Dermatología cosmética

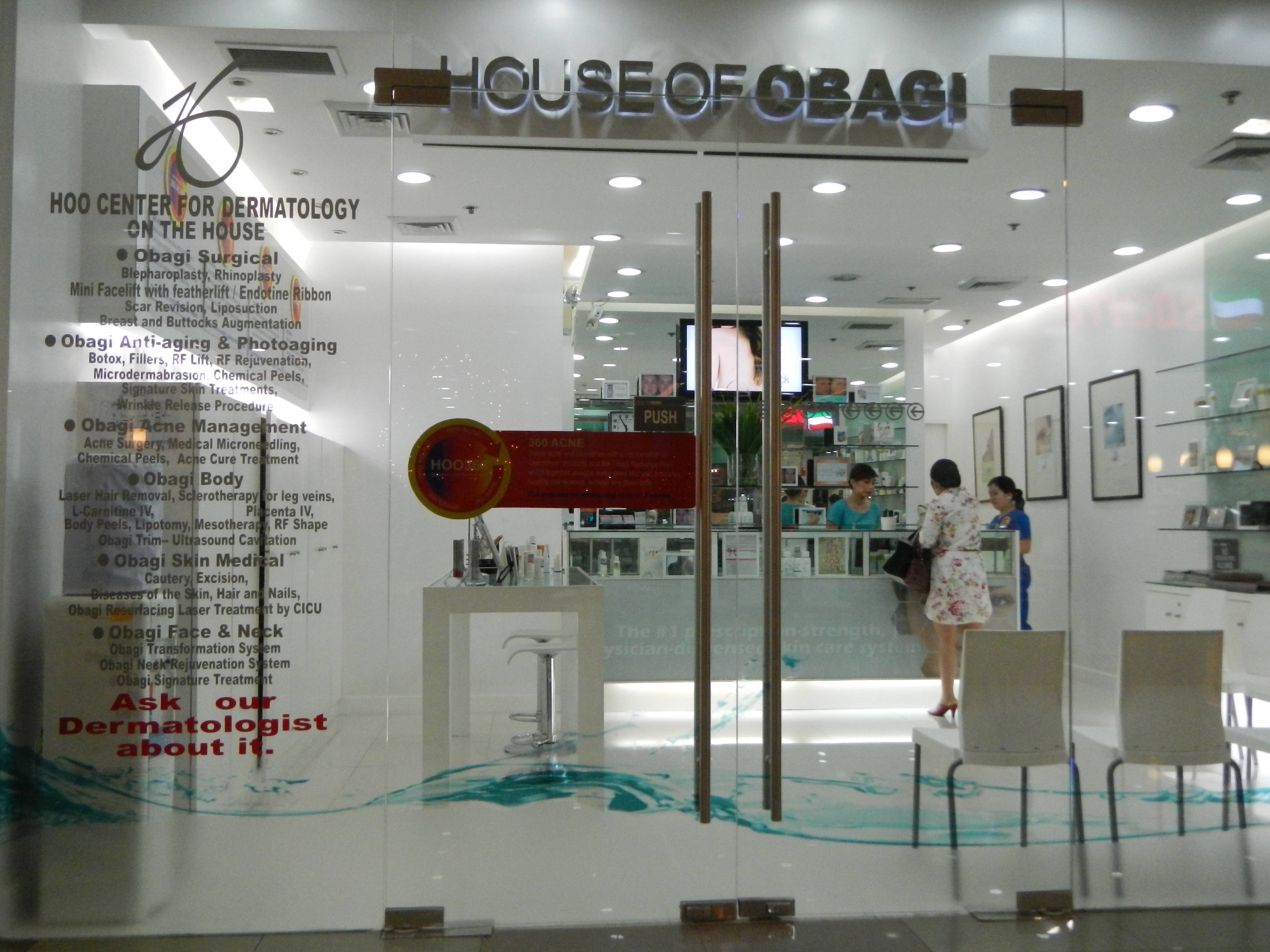
Una unidad de dermatología cosmética en SM City North Edsa, Filipinas

Es un campo importante dentro de la especialidad. Desde hace varias décadas se emplea la dermoabrasión para paliar las cicatrices dejadas por el acné y la microtransferencia de grasa para rellenar defectos cutáneos, también se emplea el láser, nuevos agentes de relleno dermatológico como el colágeno y el ácido hialurónico, la toxina botulínica, sistemas de luz pulsátil intensa, terapia fotodinámica y peeling químico. Algunos dermatólogos realizan procedimientos cosméticos que incluyen liposucción, blefaroplastia y estiramiento facial. La mayoría de los dermatólogos limitan su práctica cosmética a procedimientos mínimamente invasivos. En Estados Unidos, a pesar de la ausencia de pautas formales de la Junta Estadounidense de Dermatología, se ofrecen muchas becas cosméticas tanto en cirugía como en medicina láser.

### Dermatopatología
Un dermatopatólogo es un patólogo o dermatólogo que se especializa en la patología de la piel. Este campo es compartido por dermatólogos y patólogos. Por lo general, un dermatólogo o patólogo completa un año de beca de dermatopatología. Esto suele incluir seis meses de patología general y seis meses de dermatopatología.  Los alumnos de ambas especialidades pueden calificar como dermatopatólogos. Al completar una residencia estándar en dermatología, muchos dermatólogos también son competentes en dermatopatología. Algunos dermatólogos califican para rendir sus exámenes completando una residencia en dermatología y otra en patología.

### Tricología
La tricología se especializa en enfermedades que se manifiestan con pérdida de cabello, anomalías del cabello, hipertricosis y cambios en el cuero cabelludo. La tricoscopia es un método de diagnóstico médico que utilizan los dermatólogos con especial interés en la tricología.

### Inmunodermatología
Este campo se especializa en el tratamiento de enfermedades de la piel mediadas por el sistema inmunitario como lupus, penfigoide ampolloso, pénfigo vulgar y otros trastornos de la piel mediados por el sistema inmunitario. Los especialistas en este campo a menudo dirigen sus propios laboratorios de inmunopatología. Las pruebas de inmunodermatología son esenciales para el diagnóstico y tratamiento correctos de muchas enfermedades que afectan a los órganos epiteliales, como la piel, las membranas mucosas, el tracto gastrointestinal y respiratorio. Las diversas enfermedades a menudo se superponen en la presentación clínica e histológica y, aunque las enfermedades en sí mismas no son comunes, pueden presentarse con características de trastornos cutáneos comunes, como urticaria, eccema y picazón crónica. Por tanto, el diagnóstico de una enfermedad inmunodermatológica a menudo se retrasa. Las pruebas se realizan en sangre y tejidos que se envían a varios laboratorios desde centros médicos y médicos remitentes en todo Estados Unidos.

### Dermatología quirúrgica
La Dermatología quirúrgica es una subespecialidad de la dermatología que se involucra en procedimientos quirúrgicos oncológicos (cirugía micrográfica de Mohs, escisión local y amplia) y estéticos reparativos (trasplante capilar, blefaroplastia, lifting facial, liposucción y lipotransferencia entre otras). También proporciona soluciones a intervenciones menores de baja complejidad (crioterapia, electroterapia y laserterapia). Estos últimos al ser procedimientos ambulatorios no requieren una preparación previa y tampoco es necesario un control posterior, ya que el paciente se retira a su domicilio al finalizar el procedimiento. Se realizan en tejidos superficiales, fundamentalmente sobre la piel (epidermis, dermis y tejido celular subcutáneo) y faneras (pelo y uñas). No precisan instrumental quirúrgico sofisticado. Se hacen bajo anestesia local, lo que disminuye aún más el escaso riesgo que conllevan las técnicas quirúrgicas mayores. Todo ello se traduce en la baja posibilidad de aparición de complicaciones intra o postoperatorias. Estas intervenciones menores pueden dar inmediata respuesta a demandas de patologías frecuentes urgentes (melanomas, querato-acantomas, forunculosis, quistes epidérmicos infectados, patologías sistémicas con repercusión en piel que requieren un diagnóstico rápido, etc.) o no (tumores malignos de bajo riesgo, quistes epidérmicos, lipomas, nevos displásicos severos, etc.). Los médicos que realizan la cirugía de Mohs pueden recibir capacitación en esta técnica especializada durante su residencia en dermatología, pero muchos buscan capacitación adicional a través de preceptorías formales para convertirse en miembros de la Sociedad Estadounidense de Cirugía de Mohs o a través de programas de capacitación de becas de cirugía de Mohs de un año administrados por el Colegio Americano de Cirugía de Mohs. En 2020 la Junta Estadounidense de Dermatología (ABD) recibió la aprobación de la Junta Estadounidense de Especialidades Médicas (ABMS) para establecer un examen de certificación de la junta en la subespecialidad de Cirugía Dermatológica Micrográfica (Cirugía de Mohs). El examen se ofreció por primera vez en octubre de 2021 a cualquier dermatólogo certificado por la junta de EE. UU. que practique la cirugía de Mohs, independientemente de si recibieron su capacitación en residencia en dermatología o como parte de una beca.

### Dermatología pediátrica
Los médicos pueden calificar para esta especialización completando una residencia en pediatría y una residencia en dermatología. O pueden optar por completar una beca posterior a la residencia.  Este campo engloba las complejas enfermedades del neonato, enfermedades hereditarias de la piel o genodermatosis, y las múltiples dificultades de trabajar con la población pediátrica.

### Teledermatología
La teledermatología es una forma de práctica dermatológica en la que las tecnologías de telecomunicaciones se utilizan para intercambiar información y tratamientos médicos a través de comunicaciones de audio, visuales y de datos, incluidas fotografías de afecciones dermatológicas, entre dermatólogos y no dermatólogos que evalúan a los pacientes, junto con dermatólogos directamente con los pacientes a distancia. En la India, durante las situaciones graves de coronavirus, algunos dermatólogos han iniciado consultas en línea con sus pacientes utilizando algunas de las aplicaciones populares, como Practo, Apollo Pharmacy, Skin Beauty Pal, Lybrate, etc. Esta subespecialidad trata con opciones para ver las condiciones de la piel en un gran distancia para proporcionar intercambio de conocimientos, establecer servicios de segunda opinión para expertos, o para usar esto para el seguimiento de personas con enfermedades crónicas de la piel. La teledermatología puede reducir los tiempos de espera al permitir que los dermatólogos traten afecciones menores en línea, mientras que las afecciones graves que requieren atención inmediata tienen prioridad para las citas.

### Dermatoepidemiología
La dermatoepidemiología es el estudio de las enfermedades de la piel a nivel poblacional. Uno de sus aspectos es la determinación de la carga mundial de enfermedades de la piel.
De 1990 a 2013, las enfermedades de la piel constituyeron alrededor del 2 % de la discapacidad total por enfermedades a nivel mundial medida en años de vida ajustados por discapacidad.

## Lesiones elementales
Las lesiones elementales de la piel son la base de todos los problemas dermatológicos. Se dividen en primarias y secundarias. Las primarias son: pápula, nódulo, roncha, vesícula, ampolla, pústula, absceso y quiste. Las secundarias son: costra, escara, úlcera, grieta, fisura, atrofia, esclerosis y liquenificación.

## Enfermedades
Algunas de las enfermedades de las que se ocupa la dermatología se mencionan en la siguiente tabla.

## Correlación con otras especialidades
La piel es el órgano más grande del cuerpo y, al mismo tiempo, el más visible. Aunque algunas enfermedades dermatológicas afectan exclusivamente a la piel, muchas otras son la manifestación de un trastorno sistémico, es decir, que afecta a varios tejidos u órganos del cuerpo. Por consiguiente, la formación del dermatólogo debe incluir reumatología (muchos trastornos reumáticos pueden manifestarse con signos y síntomas en la piel), inmunología, neurología (por ejemplo, "síndromes neurocutáneos" como la neurofibromatosis y la esclerosis tuberosa), enfermedades infecciosas y endocrinología. La angiología y la flebología también forman parte del bagaje cultural del dermatólogo.
El estudio de la genética es cada vez más importante.
También se han establecido correlaciones entre patologías cutáneas (acné, alopecia, psoriasis, dermatitis, etc.) y aspectos emocionales y/o estados de estrés (Psicodermatología).